# Squalicum High School
Squalicum High School je veřejná střední škola v Bellinghamu, v americkém státě Washington, která obsluhuje severovýchodní část města a pobřeží Whatcomského jezera. Navštěvují ji studenti ze škol Shuksan Middle School a Whatcom Middle School, která je momentálně přestavována po požáru, který ji roku 2010 zničil.

## Historie
Škola byla otevřena v září 1998 jako část projektu High Schools of the Future (střední školy budoucnosti). Škola se skládá ze tří budov. Jedna budova nese jméno Mountain, jelikož má výhled na horu Mount Baker, druhá budova se jmenuje Bay díky svému výhledu na Bellinghamův záliv a poslední nese jméno Sky a ta nabízí výhled na otevřenou krajinu. Škola je postavena na mokřadu a tak čelila různým obtížnostem s životním prostředím. Při přestavbě konkurenční Bellingham High School poskytla učební místo i jejím studentům. Mise školy je podporovat intelektuální, fyzický, sociální a emoční rozvoj komunity.

## Sporty
Nejvýznamnějším ze školních týmu je dívčí tým v běhu v terénu, který v letech 2003, 2004 a 2006 vyhrál státní mistrovství a mezi lety 2002 a 2008 se pokaždé umístil na stupních vítězů. Chlapecký basketbalový tým se umístil na třetím místě ve státě v roce 2008, kdy se na stejné příčce umístily jak dívčí tak chlapecký tým v běhu v terénu. V roce 2009 a 2010 se chlapeckému basketbalovému týmu podařilo vyhrát státní mistrovství. Škola má rovněž baseballový tým.